# Chaetocarpus myrsinites
Chaetocarpus myrsinites là một loài thực vật có hoa trong họ Peraceae. Loài này được Baill. mô tả khoa học đầu tiên năm 1873.